# بيار جورج أرلابوس
بيار جورج أرلابوس (بالفرنسية: Pierre-Georges Arlabosse)‏ كولونيل فرنسي تولى رئاسة الدولة اللبنانية بصفة مؤقته لمدة 5 أيام من 4 إلى 9 أبريل 1941 خلفا للرئيس اميل اده.